# Scheltopusik
Der Scheltopusik oder die Panzerschleiche (Pseudopus apodus, Syn.: Ophisaurus apodus) ist eine Echsenart innerhalb der Familie der Schleichen (Anguidae). Diese größte Schleiche erreicht eine Gesamtlänge bis 1,4 Meter. Der Name „Scheltopusik“ kommt aus dem Russischen (Желтопузик) und bedeutet so viel wie „Gelbbauch“.

## Merkmale
Der schlangenähnliche Rumpf des Scheltopusik ist gelb- bis rotbraun mit blasserer, gelblicher Unterseite, der ebenfalls etwas blassere Kopf ist kräftig und kaum abgesetzt. Jungtiere sind in den ersten zwei bis drei Jahren hellgrau mit braunen Querstreifen, außerdem sind bei ihnen die Körperschuppen gekielt und werden später fast glatt. Die Extremitäten sind fast vollständig reduziert, nur von den zurückgebildeten Hinterbeinen sind noch zwei bis drei Millimeter lange Rudimente in Nähe der Kloakenöffnung erhalten. Die Augen werden durch bewegliche Augenlider geschützt. Vom Kopfende bis zum Schwanzansatz zieht sich eine Hautfurche beidseitig an den Seiten des Tieres entlang.
Der Schwanz des Scheltopusik ist im Normalzustand etwa 1,5 Mal so lang wie der Rest des Tieres und endet spitz. Er hat nur eine begrenzte Fähigkeit zur Autotomie: geht ein Teil des Schwanzes verloren, wächst er deutlich kürzer und dunkler nach. Die Schuppen des Scheltopusik sind rautenförmig angeordnet und mit Hautknochenplättchen unterlegt, wodurch das Tier sich härter anfühlt als seine kleine Verwandte, die Blindschleiche.

## Vorkommen
Das Verbreitungsgebiet des Scheltopusik ist die Balkanhalbinsel und vorgelagerte Inseln, Kleinasien, das Kaukasusgebiet, der Irak und der Iran und erstreckt sich nach Osten bis Mittelasien.
Die Echsen bevorzugen trockenwarme, locker bewachsene Biotope in Höhen bis 2300 Meter Höhe, die mäßig feucht sein sollten. Dabei werden Gebüsche und Geröll als Versteckmöglichkeiten angenommen. Auch in Kulturland, in Weinbergen oder Steinmauern sind sie anzutreffen.
Die Weltnaturschutzunion (IUCN) stuft die Art als nicht gefährdet (least concern) ein und den Populationstrend als stabil.
Fossil sind Schleichen aus der Gattung Pseudopus (Pseudopus cf. ahnikoviensis u. Pseudopus cf. pannonicus) auch aus Deutschland, aus dem Tagebau Hambach in vier Millionen Jahre alten Sedimenten des Pliozän nachgewiesen.

## Lebensweise

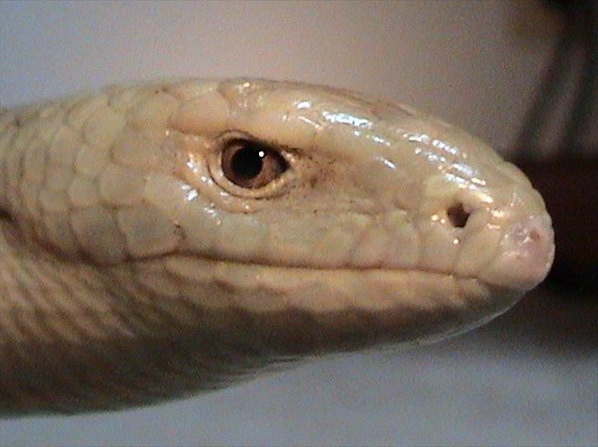
Scheltopusik (Pseudopus apodus)

Der Scheltopusik ist tagaktiv und sonnt sich häufig und ausgiebig, ist aber auch bei Regen aktiv. Bei Gefahr flieht er sehr schnell oder bleibt, auf seine Tarnung vertrauend, einfach still und ruhig liegen. Wird das Tier ergriffen, versucht es sich aus dem Griff durch kräftige Bewegungen zu befreien, bei denen es sich um die eigene Achse dreht. Bleibt dies erfolglos, verfallen Scheltopusiks in Schreckstarre. Beißen gehört nicht zum Abwehrverhalten. In der Zeit von Oktober bis März kommt es zur Winterruhe, im März folgt dann die Paarungszeit.

### Ernährung
Der Scheltopusik hat arttypische breite Zähne, mit denen er seine Beute zermalmt, die je nach Lebensraum vor allem Insekten und Schnecken, seltener kleine Vögel und deren Eier oder kleine Säugetiere wie Mäuse umfasst. Er ist dem Menschen nützlich als Schädlingsvertilger. An seine Beute pirscht er sich in kurzen Etappen heran, wobei er sich zwischendurch immer wieder minutenlang absolut ruhig verhält, bis er nahe genug herangekommen ist, um die Beute schnell von oben ergreifen zu können.

### Fortpflanzung und Entwicklung
Das Gelege des Weibchens umfasst sechs bis zwölf Eier. Brutpflege ist vereinzelt nachgewiesen, dabei umschlingt das Weibchen das Gelege. Ungefähr alle zwei Monate häutet sich das Tier, wobei die Haut zusammengeschoben und als Wulst abgestoßen wird.

## Systematik
Die Art wurde 1775 von Peter Simon Pallas als Lacerta apoda erstbeschrieben. Unterschieden werden heute drei Unterarten, die Nominatform P. a. apodus im Kaukasus, P. a. thracius, zu der auch die europäischen Tiere gehören, und P. a. levantinus in der Levante.

## Haltung
In Gefangenschaft kann der Scheltopusik über 50 Jahre alt werden. Freilandhaltung ist in gemäßigtem Klima nur in der wirklich warmen Jahreszeit möglich. Ein Zimmerterrarium sollte warm (25–30 °C) und trocken sein. Nachts kann die Heizung abgeschaltet werden. Vor allem während der Häutung sollte man die Behausung ab und zu einsprühen. Wenig sauberes Wasser genügt. Als Bodengrund eignet sich feiner Sand mit Laub gemischt. Für Unterschlupfmöglichkeiten in Form von Steinen, Rinde und Wurzeln muss gesorgt werden. Gefüttert wird mit Heuschrecken, Regenwürmern, Mehlwürmern, kleinen Schnecken, jungen Mäusen. In Streifen geschnittenes mageres rohes Fleisch und Fisch werden auch gerne angenommen. Die Verträglichkeit mit ungefähr gleich großen Tieren ist meist gut. Eine Überwinterung ist anzuraten.